# 681
| [ Edytuj tabelę ]          |                                   |
| Cesarz Bizancjum           | - 668 Konstantyn IV 685           |
| Chan Bułgarii              | - 681 Asparuch 701                |
| Cesarz Chin                | - 649 Tang Gaozong 683            |
| Król Essexu                | - 664 Sighere 683 - 664 Sebbi 694 |
| Król Franków               | - 679 Teuderyk III 691            |
| Cesarz Japonii             | - 673 Tenmu 686                   |
| Kalif                      | - 680 Jazid I 683                 |
| Król Kentu                 | - 673 Hlothere 685                |
| Patriarcha Konstantynopola | - 679 Jerzy I 686                 |
| Król Longobardów           | - 671 Perktarit 688               |
| Król Mercji                | - 675 Ethelred I 704              |
| Król Nortumbrii            | - 670 Egfryt 685                  |
| Papież                     | - 678 Agaton 681                  |
| Król Wizygotów             | - 680 Erwig 687                   |

Rok 681 / DCLXXXI
stulecia: VI wiek ~
VII wiek ~
VIII wiek

lata: 671 «
676 «
677 «
678 «
679 «
680 «
681
» 682
» 683
» 684
» 685
» 686
» 691

## Wydarzenia
- 9 sierpnia – cesarz bizantyjski Konstantyn IV zawarł pokój z Protobułgarami, którzy przekroczyli Dunaj i osiedlili się na terenie dzisiejszej Dobrudży. Chan Asparuch podporządkował swej władzy Słowian zamieszkujących Dobrudżę i założył państwo bułgarskie.
- Zakończył się Sobór konstantynopolitański III, który potępił monoteletyzm.
- W następstwie potępienia monoteletyzmu przez sobór konstantynopolitański, doszło do całkowitej emigracji maronitów w góry Libanu.
- Zaczęto wprowadzać Kodeks Kiyomihara — reformę polityczną w Japonii w okresie Asuka.

## Zmarli
- 10 stycznia — papież Agaton